# Presse écrite au Tchad
La presse écrite s'est développée au Tchad à partir de 1990.

## Histoire
- Union des journalistes tchadiens
- Association des éditeurs de la presse privée au Tchad (AEPT)

## Titres
À Ndjamena
- Alwihda Actualités (hebdomadaire)
- Info-Tchad (quotidien)
- Le Progrès (quotidien)
- Da'kouna (mensuel d'informations culturelles, sportives et socio educatives des jeunes) créé par Dohou Pascal Ferso
- N'Djamena Bi-Hebdo (bihebdomadaire)
- www.tchadmedia.com (journal en ligne) fondé en 2017 par Moustapha Malloumi.
- L'Observateur (hebdomadaire)
- Le Temps (hebdomadaire) créé par Nehemie Benoudjita
- Notre Temps (hebdomadaire)
- RAFIGUI Presse Jeunes (Magazine cultuel et socio-éducatif d'initiatives des jeunes)
- Le Miroir (bimensuel d’information, de satire, de caricature d’humour et de bande dessinée)
- Tchad et Culture (mensuel)
- Abba garde
- Eclairages, le 3e Œil créé en 2013 par Déli Sainzoumi Nestor et Djimasra Parfait
- Le Potentiel, Bruce Ouaye
- Le Haut Parleur
- Sarh Actus
- Al Akhbar de Manassé Gossingar
- ATPE:Agence Tchadienne de Presse et d'Edition (quotidien)
- Le Pays (quotidien)
- La Voix
- Le Citoyen
- Le Visionnaire, hebdomadaire créé par Juda Allahondoum.
- Mutations, créé par Malachie Dionbé Mbaïraga.

À Moundou
- Sud Echos (hebdomadaire d'informations et d'analyses générales)

À Pala
- La Cloche (mensuel indépendant d'informations générales; créé en décembre 2006 et à son 32e numéro en septembre 2009)

À Sarh
- Sarh Tribune
- Le Messager du Moyen-Chari
- La Marche

## Liberté de la presse au Tchad
En août 2024, Badour Oumar Ali  rédacteur en chef du site Tchadinfos, était arrêté par la police tchadienne et libéré après 24 heures de détention.

## Journalistes et anciens journalistes au Tchad
- Bintou Kachallah
- Dahabaya Oumar Souni (1992-)
- Juda Allahondoum
- Saleh Kebzabo (1947-)